# Колесо кохання
«Колесо кохання» — фільм 1994 року.

## Зміст
Кирило працює хлопчиком за викликом. Він гарний собою і заробляє чималі гроші. Та з часом він розуміє, що йому дуже не вистачає справжнього кохання. І він зустрічає її, в особі прибиральниці зі своєї контори. Однак дівчина походить із Кавказу і її готують як наречену багатому старому. Та для справжнього кохання немає перешкод.